# Camila Valbuena
Camila Valbuena, née le 18 février 1997 à Bogota, est une coureuse cycliste colombienne. Active sur route et sur piste, elle a notamment été championne du monde de la course aux points juniors en 2014 et médaillée d'or de la poursuite par équipes aux Jeux bolivariens de 2017.

## Palmarès sur route

### Par années
- 2014
  -  Médaillée d'or du contre-la-montre juniors aux championnats panaméricains
  - 3e du championnat de Colombie du contre-la-montre juniors
- 2015
  -  Médaillée d'or du contre-la-montre juniors aux championnats panaméricains
  -  Médaillée d'argent de la course en ligne juniors aux championnats panaméricains
- 2016
  - Prologue du Tour de Colombie
- 2019
  -  Médaillée d'argent de la course en ligne des championnats de Colombie Espoir
  -  Médaillée d'argent du contre-la-montre des championnats de Colombie Espoir
  - 2e du Tour de Colombie
- 2020
  - 3e du championnat de Colombie contre-la-montre
- 2021
  - Vuelta a Boyacá
    - Classement général
    - prologue  (contre-la-montre) et 4e étape
- 2022
  - 3e du championnat de Colombie du contre-la-montre
- 2024
  - Vuelta al Tolima :
    - Classement général
    - 5e étape
- 2025
  - 4e étape du Tour du Guatemala
  - 2e du Tour du Guatemala

### Classements mondiaux
| Année                                 | 2018 | 2019 | 2020 | 2021 | 2022 | 2023  |
| ------------------------------------- | ---- | ---- | ---- | ---- | ---- | ----- |
| Classement UCI                        | 535e | 479e | 317e | 394e | 755e | 1286e |
|                                       |      |      |      |      |      |       |
| Légende : nc = non classéSource : UCI |      |      |      |      |      |       |

## Palmarès sur piste

### Championnats du monde
- 2014
  -  Championne du monde de course aux points juniors

### Coupe des nations
- 2021
  - 3e de la poursuite par équipes à Cali
- 2022
  - 3e de la poursuite par équipes à Cali

### Championnats panaméricains
- 2015
  -  Médaillée d'or de la poursuite juniors
  -  Médaillée d'argent de la poursuite par équipes juniors
  -  Médaillée de bronze de la course aux points juniors
- Los Angeles 2024
  - Cinquième de la poursuite par équipes (avec Elizabeth Castaño, Marcela Hernández et Juliana Londoño)[1].
- Asuncion 2025
  -  Médaillée de bronze de la poursuite par équipes (avec Marcela Hernández, Elizabeth Castaño et Lina Rojas)

### Jeux bolivariens
- 2017
  -  Médaillée d'or de la poursuite par équipes (avec Milena Salcedo, Jessica Parra, Lorena Colmenares)
  -  Médaillée de bronze de la poursuite
- 2022
  -  Médaillée d'or de la poursuite par équipes

### Championnats nationaux
- Championne de Colombie de poursuite par équipes en 2014, 2015
- Medellín 2016
  -  Médaillée d'or de la poursuite par équipes (avec Jessica Parra, Tatiana Dueñas et Milena Salcedo)[2].
- Cali 2017
  -  Médaillée d'or de la poursuite individuelle[3].
  -  Médaillée d'or de la poursuite par équipes (avec Milena Salcedo, Tatiana Dueñas et Jessica Parra)[4].
- Cali 2019
  -  Médaillée de bronze de la poursuite individuelle[5].
- Juegos Nacionales Cali 2019
  -  Médaillée d'or  de la poursuite par équipes des XXI Juegos Deportivos Nacionales (avec Milena Salcedo, Jessica Parra et Mabel Rojas)[6].